# Campionato nordamericano femminile under 18 di pallavolo 2010
Il campionato nordamericano femminile under 18 di pallavolo 2010 si è svolto dal 27 aprile al 2 maggio 2010 a Città del Guatemala, in Guatemala: al torneo hanno partecipato dieci squadre nazionali under 18 nordamericane e la vittoria finale è andata per la sesta volta, la quinta consecutiva, agli Stati Uniti.

## Impianti
|                                                                                                |  |  |
|                                                                                                |  |  |
| Domo Polideportivo de la CDAG Città: Città del Guatemala Capienza: 7 500 Anno d'apertura: 2000 |  |  |

## Regolamento

### Formula
Le squadre hanno disputato una prima fase a gironi con formula del girone all'italiana; al termine della prima fase:
- Le prime due classificate di ogni girone hanno acceduto alla fase finale per il primo posto, strutturata in quarti di finale, a cui hanno partecipato solo la peggiore prima classificata e le seconde classificate, semifinali, finale per il terzo posto e finale.
- Le restanti quattro formazioni hanno acceduto alle finali per il settimo posto e nono posto, strutturate in semifinali e finali.
- Le due eliminate ai quarti di finale hanno acceduto alla finale per il quinto posto.

### Criteri di classifica
In caso di vittoria è prevista l'assegnazione di 2 punti, mentre in caso di sconfitta è prevista l'assegnazione di 1 punto.
L'ordine del posizionamento in classifica è stato definito in base a:
- Punti;
- Ratio dei punti realizzati/subiti;
- Ratio dei set vinti/persi;
- Risultati degli scontri diretti.

## Squadre partecipanti
| Squadra           | Qualificazione      | Ultima partecipazione |
| ----------------- | ------------------- | --------------------- |
| Canada            | -                   | Stati Uniti 2006      |
| Costa Rica        | -                   | Porto Rico 2008       |
| El Salvador       | -                   | ?                     |
| Giamaica          | -                   | ?                     |
| Guatemala         | Paese organizzatore | Porto Rico 2004       |
| Messico           | -                   | Porto Rico 2008       |
| Porto Rico        | -                   | Porto Rico 2008       |
| Rep. Dominicana   | -                   | Porto Rico 2008       |
| Stati Uniti       | -                   | Porto Rico 2008       |
| Trinidad e Tobago | -                   | Porto Rico 2008       |

## Torneo

### Fase a gironi
| Girone A          | Girone B    | Girone C        |
| ----------------- | ----------- | --------------- |
| Costa Rica        | El Salvador | Canada          |
| Messico           | Guatemala   | Giamaica        |
| Trinidad e Tobago | Porto Rico  | Rep. Dominicana |
|                   |             | Stati Uniti     |

#### Girone A

##### Risultati
| 27 aprile 2010 Domo Polideportivo, Città del Guatemala Durata: 1h:05 - Spettatori: 190 | Messico           | 3 - 0 | Trinidad e Tobago | 25-16, 25-7, 25-11                |
| 28 aprile 2010 Domo Polideportivo, Città del Guatemala Durata: 1h:57 - Spettatori: 150 | Trinidad e Tobago | 2 - 3 | Costa Rica        | 12-25, 25-22, 13-25, 25-22, 11-15 |
| 29 aprile 2010 Domo Polideportivo, Città del Guatemala Durata: 0h:57 - Spettatori: 280 | Costa Rica        | 0 - 3 | Messico           | 9-25, 10-25, 11-25                |

##### Classifica
| Pos | Squadra           | Pt | G | V | P | SV | SP | Ratio | PF  | PS  | Ratio |
| --- | ----------------- | -- | - | - | - | -- | -- | ----- | --- | --- | ----- |
| 1   | Messico           | 4  | 2 | 2 | 0 | 6  | 0  | MAX   | 150 | 64  | 2,344 |
| 2   | Costa Rica        | 3  | 2 | 1 | 1 | 3  | 5  | 0,600 | 139 | 161 | 0,863 |
| 3   | Trinidad e Tobago | 2  | 2 | 0 | 2 | 2  | 6  | 0,333 | 120 | 184 | 0,652 |

#### Girone B

##### Risultati
| 27 aprile 2010 Domo Polideportivo, Città del Guatemala Durata: 1h:05 - Spettatori: 75  | Porto Rico  | 3 - 0 | El Salvador | 25-8, 25-11, 25-12  |
| 28 aprile 2010 Domo Polideportivo, Città del Guatemala Durata: 1h:19 - Spettatori: 300 | El Salvador | 0 - 3 | Guatemala   | 21-25, 18-25, 19-25 |
| 29 aprile 2010 Domo Polideportivo, Città del Guatemala Durata: 1h:10 - Spettatori: 280 | Guatemala   | 0 - 3 | Porto Rico  | 19-25, 16-25, 11-25 |

##### Classifica
| Pos | Squadra     | Pt | G | V | P | SV | SP | Ratio | PF  | PS  | Ratio |
| --- | ----------- | -- | - | - | - | -- | -- | ----- | --- | --- | ----- |
| 1   | Porto Rico  | 4  | 2 | 2 | 0 | 6  | 0  | MAX   | 150 | 77  | 1.948 |
| 2   | Guatemala   | 3  | 2 | 1 | 1 | 3  | 3  | 1,000 | 121 | 133 | 0.910 |
| 3   | El Salvador | 2  | 2 | 0 | 2 | 0  | 6  | 0,000 | 89  | 150 | 0.593 |

#### Girone C

##### Risultati
| 27 aprile 2010 Domo Polideportivo, Città del Guatemala Durata: 1h:00 - Spettatori: 50  | Giamaica        | 0 - 3 | Canada          | 10-25, 9-25, 15-25         |
| 27 aprile 2010 Domo Polideportivo, Città del Guatemala Durata: 1h:15 - Spettatori: 200 | Rep. Dominicana | 0 - 3 | Stati Uniti     | 12-25, 18-25, 15-25        |
| 28 aprile 2010 Domo Polideportivo, Città del Guatemala Durata: 0h:49 - Spettatori: 150 | Stati Uniti     | 3 - 0 | Giamaica        | 25-4, 25-7, 25-4           |
| 28 aprile 2010 Domo Polideportivo, Città del Guatemala Durata: 1h:57 - Spettatori: 150 | Canada          | 1 - 3 | Rep. Dominicana | 25-21, 19-25, 16-25, 19-25 |
| 29 aprile 2010 Domo Polideportivo, Città del Guatemala Durata: 0h:48 - Spettatori: 50  | Rep. Dominicana | 3 - 0 | Giamaica        | 25-4, 25-4, 25-2           |
| 29 aprile 2010 Domo Polideportivo, Città del Guatemala Durata: 1h:04 - Spettatori: 150 | Stati Uniti     | 3 - 0 | Canada          | 25-14, 25-12, 25-14        |

##### Classifica
| Pos | Squadra         | Pt | G | V | P | SV | SP | Ratio | PF  | PS  | Ratio |
| --- | --------------- | -- | - | - | - | -- | -- | ----- | --- | --- | ----- |
| 1   | Stati Uniti     | 6  | 3 | 3 | 0 | 9  | 0  | MAX   | 225 | 100 | 2,250 |
| 2   | Rep. Dominicana | 5  | 3 | 2 | 1 | 6  | 4  | 1,500 | 216 | 164 | 1,317 |
| 3   | Canada          | 4  | 3 | 1 | 2 | 4  | 6  | 0,667 | 194 | 205 | 0,946 |
| 3   | Giamaica        | 3  | 3 | 0 | 3 | 0  | 9  | 0,000 | 59  | 225 | 0,262 |

### Fase finale

#### Finali 1º e 3º posto
|  | Quarti          | Quarti      |                 |            | Semifinali         | Semifinali         |  |  | Finale 1º/2º posto | Finale 1º/2º posto |
|  |                 |             |                 |            |                    |                    |  |  |                    |                    |
|  |                 |             |                 |            |                    |                    |  |  |                    |                    |
|  |                 |             |                 |            |                    |                    |  |  |                    |                    |
|  | -               | -           |                 |            |                    |                    |  |  |                    |                    |
|  | -               | -           |                 |            |                    |                    |  |  |                    |                    |
|  | -               | -           |                 |            |                    |                    |  |  |                    |                    |
|  | -               | -           | Porto Rico      | 0          |                    |                    |  |  |                    |                    |
|  |                 |             | Porto Rico      | 0          |                    |                    |  |  |                    |                    |
|  |                 | Stati Uniti | 3               |            |                    |                    |  |  |                    |                    |
|  | Porto Rico      | Stati Uniti | 3               | 3          |                    |                    |  |  |                    |                    |
|  | Porto Rico      |             |                 | 3          |                    |                    |  |  |                    |                    |
|  | Costa Rica      | 1           |                 |            |                    |                    |  |  |                    |                    |
|  | Costa Rica      | 1           | Stati Uniti     | 3          |                    |                    |  |  |                    |                    |
|  |                 |             | Stati Uniti     | 3          |                    |                    |  |  |                    |                    |
|  |                 | Messico     | 1               |            |                    |                    |  |  |                    |                    |
|  | -               | Messico     | 1               | -          |                    |                    |  |  |                    |                    |
|  | -               |             |                 | -          |                    |                    |  |  |                    |                    |
|  | -               | -           |                 |            |                    |                    |  |  |                    |                    |
|  | -               | -           | Rep. Dominicana | 1          | Finale 3º/4º posto | Finale 3º/4º posto |  |  |                    |                    |
|  |                 |             | Rep. Dominicana | 1          | Finale 3º/4º posto | Finale 3º/4º posto |  |  |                    |                    |
|  |                 | Messico     | 3               |            |                    |                    |  |  |                    |                    |
|  | Guatemala       | Messico     | 3               | 0          | Rep. Dominicana    | 0                  |  |  |                    |                    |
|  | Guatemala       |             |                 | 0          | Rep. Dominicana    | 0                  |  |  |                    |                    |
|  | Rep. Dominicana | 3           |                 | Porto Rico | 3                  |                    |  |  |                    |                    |
|  | Rep. Dominicana | 3           |                 |            | 3                  |                    |  |  |                    |                    |
|  |                 |             |                 |            |                    |                    |  |  |                    |                    |
|  |                 |             |                 |            |                    |                    |  |  |                    |                    |

##### Quarti di finale
| 30 aprile 2010 Domo Polideportivo, Città del Guatemala Durata: 1h:45 - Spettatori: | Porto Rico | 3 - 1 | Costa Rica      | 23-25, 25-19, 25-19, 25-16 |
| 30 aprile 2010 Domo Polideportivo, Città del Guatemala Durata: 1h:00 - Spettatori: | Guatemala  | 0 - 3 | Rep. Dominicana | 11-25, 16-25, 13-25        |

##### Semifinali
| 1º maggio 2010 Domo Polideportivo, Città del Guatemala Durata: 1h:41 - Spettatori: 200 | Messico     | 3 - 1 | Rep. Dominicana | 21-25, 25-15, 25-14, 25-20 |
| 1º maggio 2010 Domo Polideportivo, Città del Guatemala Durata: 1h:26 - Spettatori: 280 | Stati Uniti | 3 - 0 | Porto Rico      | 25-23, 25-16, 25-18        |

##### Finale 5º posto
| 2 maggio 2010 Domo Polideportivo, Città del Guatemala Durata: 1h:08 - Spettatori: 175 | Costa Rica | 3 - 0 | Guatemala | 25-18, 25-16, 25-11 |

##### Finale 3º posto
| 1º maggio 2010 Domo Polideportivo, Città del Guatemala Durata: 1h:26 - Spettatori: 280 | Rep. Dominicana | 3 - 0 | Porto Rico | 25-23, 25-16, 25-18 |

##### Finale
| 2 maggio 2010 Domo Polideportivo, Città del Guatemala Durata: 1h:15 - Spettatori: 600 | Stati Uniti | 3 - 1 | Messico | 25-19, 25-21, 15-25, 25-17 |

#### Finali 7º e 9º posto
|  | semifinali        | semifinali        | semifinali |        |                   | finale 7º posto   | finale 7º posto | finale 7º posto |  |
|  |                   |                   |            |        |                   |                   |                 |                 |  |
|  | Trinidad e Tobago | Trinidad e Tobago | 3          |        |                   |                   |                 |                 |  |
|  | Trinidad e Tobago | Trinidad e Tobago | 3          |        |                   |                   |                 |                 |  |
|  | Giamaica          | Giamaica          | 0          |        |                   |                   |                 |                 |  |
|  | Giamaica          | Giamaica          | 0          |        | Trinidad e Tobago | Trinidad e Tobago | 0               |                 |  |
|  |                   |                   |            |        | Trinidad e Tobago | Trinidad e Tobago | 0               |                 |  |
|  |                   |                   | Canada     | Canada | 3                 |                   |                 |                 |  |
|  | El Salvador       | El Salvador       | Canada     | Canada | 3                 | 0                 |                 |                 |  |
|  | El Salvador       | El Salvador       |            |        |                   | 0                 |                 |                 |  |
|  | Canada            | Canada            | 3          |        |                   | finale 9º posto   | finale 9º posto | finale 9º posto |  |
|  | Canada            | Canada            | 3          |        |                   |                   |                 |                 |  |
|  |                   |                   |            |        |                   |                   |                 |                 |  |
|  |                   |                   |            |        |                   | Giamaica          | Giamaica        | 0               |  |
|  |                   |                   |            |        |                   | Giamaica          | Giamaica        | 0               |  |
|  |                   |                   |            |        |                   | El Salvador       | El Salvador     | 3               |  |

##### Semifinali
| 30 aprile 2010 Domo Polideportivo, Città del Guatemala Durata: 0h:55 - Spettatori: 50 | Trinidad e Tobago | 3 - 0 | Giamaica | 25-16, 25-12, 25-10 |
| 30 aprile 2010 Domo Polideportivo, Città del Guatemala Durata: 1h:02 - Spettatori: 50 | El Salvador       | 0 - 3 | Canada   | 11-25, 15-25, 18-25 |

##### Finale 9º posto
| 1º maggio 2010 Domo Polideportivo, Città del Guatemala Durata: 0h:57 - Spettatori: 95 | Giamaica | 0 - 3 | El Salvador | 13-25, 9-25, 10-25 |

##### Finale 7º posto
| 1º maggio 2010 Domo Polideportivo, Città del Guatemala Durata: 1h:15 - Spettatori: 85 | Trinidad e Tobago | 0 - 3 | Canada | 16-25, 12-25, 22-25 |

## Classifica finale
| Pos     | Squadra           | Rosa |
| ------- | ----------------- | --- |
| Oro     | Stati Uniti       | Formazione: 2 Bugg, 3 Burgess, 5 Eugene, 6 Howard, 8 Lowak, 9 Malloy, 11 McCage, 12 Palmer, 13 Peltier, 14 Pouliezos, 17 Sieckmann, 18 Sullivan, CT: Stone         |
| Argento | Messico           | Formazione: 1 Sainz, 2 Hernández, 3 Nieto, 4 García, 5 Herrera, 6 Bricio, 8 Isiordia, 9 Castro, 10 Zazueta, 11 Godinez, 12 Celedón, 14 Solís, CT: Bernal           |
| Bronzo  | Porto Rico        | Formazione: 1 Santana, 2 Victoriá, 3 Jiménez, 4 Rosado, 5 Castro, 6 Márquez, 7 Rodríguez, 8 Massanet, 9 Flores, 10 Gesualdo, 14 Jusino, 17 Hernández, CT: González |
| 4       | Rep. Dominicana   | Formazione: 1 Peguero, 2 Montilla, 3 Germán, 5 Fernández, 6 Soriano, 7 de Paula, 8 Agramonte, 10 Aquino, 11 Martínez, 12 Constanzo, 14 Mota, 15 Núñez, CT: Sibilia |
| 5       | Costa Rica        | Formazione: 1 Picado, 2 Barrantes, 3 Campos, 4 Alas, 6 Arce, 8 Arias, 9 A. Fernández, 10 T. Fernandez, 11 González, 12 Amador, 13 Vega, 15 Carazo, CT: Blanco      |
| 6       | Guatemala         | Formazione: 1 Amézquita, 2 Cruz, 3 M.J. Alvarez, 4 Andreu, 6 Callejas, 8 A. Alvarez, 11 Rodas, 13 Sánchez, 14 Mejía, 15 Villalobos, 17 Chacón, CT: Domínguez       |
| 7       | Canada            | Formazione: 1 Olutogun, 2 Heath, 4 Stephenson, 5 Festival, 6 Pradhan, 7 Copping, 8 Otto, 9 Gray, 10 O'Dwyer, 11 Lynch, 12 Hoff, 15 Walsh, CT: Knight               |
| 8       | Trinidad e Tobago | Formazione: 1 Matthew, 3 Thompson, 4 York, 5 Goddard, 6 Andrews, 7 Stuart, 10 Lindsay, 11 García, 12 Neale, 15 Sampson, 17 Bennett, 18 Isaac, CT: Macsood          |
| 9       | El Salvador       | Formazione: 1 Martínez, 2 Vargas, 4 Pozas, 5 Manzur, 6 G. Soriano, 8 Galeano, 9 Mena, 10 D. Soriano, 12 Ayala, 13 Villegas, 14 Ceren, 16 Ibarra, CT: Rivas         |
| 10      | Giamaica          | Formazione: 1 Barnes, 2 Simmonds, 3 Gibbs, 4 Hendricks, 5 Salmon, 7 Mclean, 8 Smith, 9 Jones, 10 Myers, 11 Walker, 12 Clarke, CT: Ebanks                           |

## Premi individuali
| Premio                 | Nome              | Squadra           |
| ---------------------- | ----------------- | ----------------- |
| MVP                    | Samantha Bricio   | Messico           |
| Miglior realizzatrice  | Channon Thompson  | Trinidad e Tobago |
| Miglior attaccante     | Alexa Gray        | Canada            |
| Miglior muro           | Mallory McCage    | Stati Uniti       |
| Miglior servizio       | Alicia Castro     | Messico           |
| Miglior palleggiatrice | Madison Bugg      | Stati Uniti       |
| Miglior ricevitrice    | Winifer Fernández | Rep. Dominicana   |
| Miglior difesa         | Winifer Fernández | Rep. Dominicana   |
| Miglior libero         | Winifer Fernández | Rep. Dominicana   |